# Nagorje (obwód biełgorodzki)
Nagorje (ros. Нагорье) – wieś w Rosji, w obwodzie biełgorodzkim, w rejonie rowieńskim. W 2021 liczyła 765 mieszkańców.